# Monastyr Trójcy Świętej w Brajłowie
Monastyr Trójcy Świętej – prawosławny klasztor w Brajłowie, w eparchii winnickiej Ukraińskiego Kościoła Prawosławnego Patriarchatu Moskiewskiego.
Pierwszy prawosławny klasztor w Brajłowie został założony w 1635 przez Michała Kropiwnickiego, za zgodą króla Władysława IV. W XVIII w. wspólnota przyjęła unię, jednak w 1780 zakonnicy zlikwidowali klasztor z braku środków na dalsze funkcjonowanie. W 1786 na krótko wrócili do Brajłowa.
W 1845 do Brajłowa został przeniesiony żeński monastyr Trójcy Świętej w Winnicy, funkcjonujący w tej miejscowości od 1795 (wcześniej należał do unitów). Zakonnicom przekazano zrujnowane obiekty klasztoru trynitarzy, zlikwidowanego w 1832. Monastyr posiadał status klasztoru I klasy, w jego ramach działały trzy cerkwie: Trójcy Świętej (przebudowana z kościoła), Świętych Antoniego i Teodozjusza Pieczerskich oraz św. Mikołaja. Mniszki prowadziły szkołę dla dziewczynek-sierot oraz dla córek diakonów.
Po rewolucji październikowej władze radzieckie odebrały mniszkom większość budynków mieszkalnych, pozostawiając wspólnocie tylko jeden dom. W 1925 klasztor zamieszkiwało 145 sióstr, z czego 92 były niezdolne do pracy z powodu podeszłego wieku. Mniszki utrzymywały wspólnotę własną pracą – szyciem i pracą w polu w wiejskich spółdzielniach (dawne grunty klasztorne zostały skonfiskowane). W 1932 monastyr został całkowicie zlikwidowany. Klasztor otwarto ponownie w 1942; działał do 1962, kiedy został ponownie zamknięty.
Zabudowania monastyru zostały zwrócone Kościołowi prawosławnemu w 1989, w roku następnym w zdewastowanej cerkwi odprawiono po raz pierwszy od zamknięcia Świętą Liturgię. Stopniowo remontowane były kolejne budynki, do użytku liturgicznego oddano cerkiew św. Mikołaja.